# 溫 (密歇根州)
溫是位於美國密歇根州伊莎貝拉縣弗里蒙特鎮區的一個普查規定居民點。

## 人口
根據2020年美國人口普查的數據，溫的面積為1.48平方千米，當中陸地面積為1.48平方千米，而水域面積為0.00平方千米。當地共有人口166人，而人口密度為每平方千米112.16人。